# أحمد قاسم دماج
-ولد الأديب والشاعر أحمد قاسم دماج في قرية ذي المحاسن عزلة النقيلين مديرية السياني محافظة إب الجمهورية اليمنية عام 1939.
أول أمين عام لمجلس الوزراء بعد قيام الثورة 1962.
رأس الاتحاد العام للأدباء والكتاب اليمنيين لعدة دورات.

## نشأته
-كان دماج رهينة لدى النظام الملكي مع 12 آخرين من عائلته وأبناء بلدته الريفية، اثر انتقال عمه المناضل مطيع دماج إلى عدن ضمن الحركة الوطنية المعارضة لنظام الإمام يحيى حميد الدين.
- مكث الفتى دماج سنوات في قلعة القاهرة بتعز، وكان أحد اثنين من أقربائه الرهائن اللذين بقيا على قيد الحياة، في وقت كان فيه 16 معتقلا من كبار العائلة في سجون الإمامة بحجة، بينهم والده الشيخ قاسم بن عبد الله دماج.
- بعد إطلاق سراحه كواحد من اصغر رهائن النظام الامامي، اخضعه عمه الثائر مطيع دماج لبرنامج تعليمي صارم، ليتمكن الشاب الطليق من اللحاق بمجايليه من الشباب المناهض للنظام المستبد.
أول أمين عام لمجلس الوزراء بعد قيام الثورة 1962.
رأس الاتحاد العام للأدباء والكتاب اليمنيين لعدة دورات.
شارك في العديد من المؤتمرات, ومهرجانات الشعر العربي.
نشر شعره في بعض الدوريات العربية مثل: الموقف الأدبي, والثقافة اليمنية, واليمن الجديد.

## مشواره السياسي والأدبي
- في العام 1959 التحق احمد قاسم دماج بحركة القوميين العرب وكان أحد مؤسيسيها وقادتها البارزين، وصولا إلى تأسيس وقيادة الحزب الديمقراطى الثوري.
- ساهم احمد قاسم دماج في تأسيس أول نقابة سرية للعمال في اليمن الشمالي آنذاك، من خلال نقابة عمال النقطة الرابعة حيث كان يعمل.
- في صبيحة 26 سبتمبر كان ضمن المجاميع الشعبية الزاحفة بقيادة عمه مطيع للسيطرة على لواء اب .
- بعد ثورة 26 سبتمبر ساهم دماج قي تأسيس صحيفة الثورة وإصدارها من مدينة تعز، مع عبد الله الوصابي و مالك الارياني واخرين.
- ساهم في تأسيس الحرس الوطني، وكان ضمن أول الكتائب الوطنية بقيادة امين أبو رأس، التي تمكنت من اقتحام تحصينات الملكيين في مدينة صعدة، اثر معارك أصيب فيها دماج للمرة الأولى برصاص في الصدر بمنطقة حرف سفيان.
- عين دماج كأول امين عام لمجلس الوزراء بعد الثورة، قبل ان يستقيل من المنصب احتجاجا على مشاركة الحكومة في مؤتمر حرض.
- تعرض للاعتقال بعد انقلاب 5 نوفمبر 1967، ثم ذهب إلى المشاركة بتأسيس وقيادة المقاومة الشعبية لفك الحصار عن صنعاء.
- وفي وقت لاحق انتقل لقيادة المقاومة الشعبية في محافظة إب حيث اصيب للمرة الثانية في منطقة كحلان يريم، قبل ان تعتقله السلطات الانقلابية، في اعقاب أحداث أغسطس 68 لفترة طويلة.
- ساهم في تأسيس نقابة الصحفيين اليمنيين، وكان رئيس لجنتها التأسيسية، كما ساهم في تأسيس اتحاد الأدباء والكتاب اليمنيين كأول مؤسسة موحدة بين شطري اليمن، في مسيرة نقابية حافلة حظي بموجبها بثقة الأدباء لرئاسة اتحادهم لثلاث دورات مختلفة.
- توفي احمد قاسم دماج عشية يوم الاثنين الموافق 2/1/2017 .

## من قصائده
خذ من نياط القلب أوتادا
مدينتنا معبأة بذعر لا يحد
والخلق مقسوم إلى قسمين:
جلادون يلتهمون في شرهٍ ثمار الجنتين
ومكبلون بفاقة تفضي لمسغبة
نعاج في فلاة من ذئاب.

## أقرأ أيضاً
زيد مطيع دماج
نقابة الصحفيين اليمنيين